# سو-ڤي

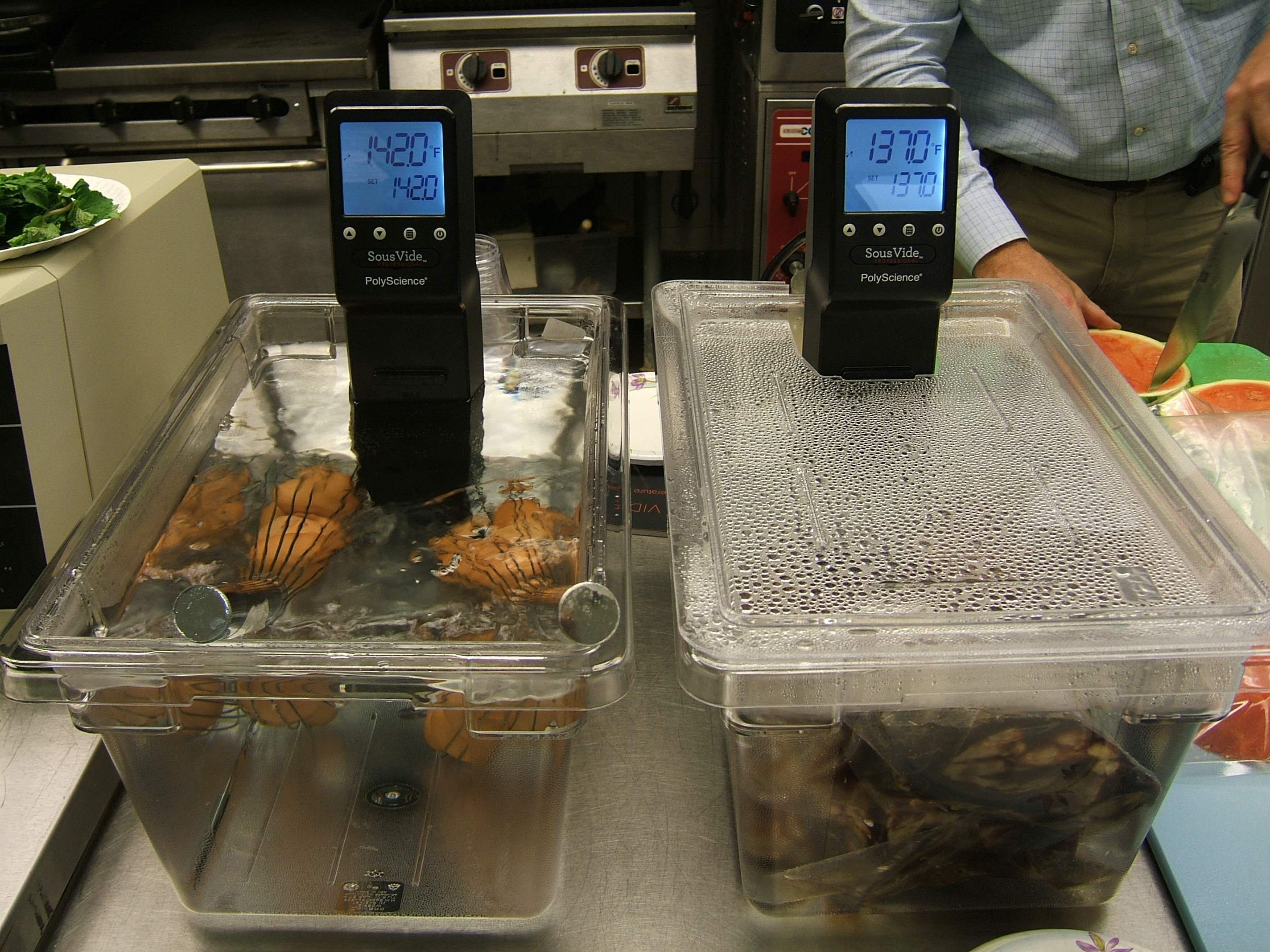
الطبخ بأسلوب سو_ڤي باستعمال آلة الغمر الحراري التدويري.

سو-ڤي أو الطبخ تحت التفريغ (بالفرنسية: Sous vide، ومعناها: تحت التفريغ) هي طريقة طبخ يوضع فيها الطعام في كيس بلاستيكي مفرغ من الهواء، ويطبخ في حمام مائي لفترات تتجاوز فترات الطبخ المعتادة (عادةً من ساعة إلى عدة ساعات، وصولاً إلى الأيام في بعض الحالات) تحت درجات حرارة مضبوطة.
تطبخ الأطعمة بهذه الطريقة تحت درجات حرارة أقل من المعتادة بكثير، عادةً ما بين 55 إلى 60 س ° (130 إلى 140 ف °) للحوم الحمراء، وما بين 66 إلى 71 س ° (150 إلى 160 ف °) للدواجن، حتى درجات حرارة أعلى للخضروات. والغاية من هذا الأسلوب هي الطبخ المتكافئ، والتأكد من الطبخ التام من الداخل، بدون طبخ الجزء الخارجي أكثر من اللازم، مع الحفاظ على العصارة.

## التاريخ
يتميز الطبخ بأسلوب «سو-ڤي» بالحرارة المنخفضة، وفترات طبخ أطول من الطبخ التقليدي، ووعاء (كالكيس البلاستيكي) يعمل كنظام مغلق يفصل الطعام عن بيئته المحيطة، وينقل الحرارة فقط، وختم مضغوط باستخدام الشفط الكامل أو الجزئي.
وصف بنيامين طومسون الطبخ بالحرارة المنخفضة لأول مرة عام 1799، استخدم طومسون الهواء كوسط لانتقال الحرارة في تجاربه محاولاً شواء اللحم في آلةٍ صنعها لتجفيف البطاطس، وفقاً لطومسون: «لم يكن اللحم قابلاً للأكل فحسب، بل كان مطهواً حتى الكمال، وطيّب المذاق بشكل استثنائيّ».
في منتصف ستينيات القرن العشرين، طوّر المهندسون الأمريكيّون والفرنسيون أسلوب تحضير الطعام تحت الضغط، - سواءً بالحرارة أو بدونها - كطريقةٍ صناعيّةٍ لحفظ الأغذية. مثل طومسون، وجد الباحثون أنّ نكهة وقوام الطعام قد تحسنا بشكلِ واضح باستخدام هذا الأسلوب. ساعد الضغط بتركيز نكهات الفواكه حتى بدون طبخها.
تبنّى «جورج برالوس»، طاهٍ فرنسيّ هذه الطريقة عام 1974م لصالح مطعم «ترويسغروس» في روآن في فرنسا. اكتشف أنه عندما طبخ طبق «فْوَا غْرَا» (الكبد الدسم) بهذا الأسلوب، فإن الكبد حافظ على مظهره الأصلي، ولم يفقد فائضاً من الدهن، وحاز على قوام أفضل.
كان برونو غاوسولت من رياديّي أسلوب السّو-ڤي، وقد كان العالِم الرئيس لشركة كويزين سيلوشنز (Cuisine Solutions) القائمة في ولاية فيرجينيا الأمريكية. في عام 1991م، أسس برونو CREA، أكاديمية بحث وتدريب تابعة للشركة الأم (Cuisine Solutions)، وبفضل أبحاثه حول تأثير الحرارة على أنواع مختلفة من الأطعمة، أصبح برونو معروفاً بتدريب طهاةٍ بمراتب عليا على الأسلوب. وقد طوّر مقاييساً لمدة الطهي ودرجة الحرارة لأنواع مختلفة من الأطعمة.
عمل برونو وجورج بشكل منفصل في سبعينيات القرن العشرين، لكنهما تعاونا لاحقاً. كان برونو هو من قدم الختم المفرغ من الهواء مع الطبخ بدرجات حرارة منخفضة. اما جورج فيعد الأب الروحي لأسلوب السّو-ڤي الحديث للطبخ على درجات حرارة أعلى.

## الميزات الأساسية
ختم الأطعمة بأكياس بلاستيكية سميكة يحفظ العصارات والنكهات التي تضيع عادةً خلال عملية الطبخ. وضع الأطعمة المغلفة في حمام مائي، بدرجة حرارة مضبوطة على الدرجة المرغوبة في نهاية الطبخ، يحول دون الطبخ المفرط، لأن الطعام لن يصل إلى درجة حرارة أعلى من الحمام المائي الموضوع به.
كنتيجة لدقة التحكم بدرجة حرارة الماء، وكون درجة حرارة الماء هي نفس درجة الحرارة المرغوبة للطبخ، فإنه بالإمكان الوصول إلى درجة طبخ دقيقة جداً، بالإضافة إلى أن درجة الحرارة يمكن لها أن تكون متساوية في كافة أجزاء قطعة الطعام المطبوخ بوقت كافي، حتى مع قطع الطعام السميكة أو ذات الأشكال غير المنتظمة.
في المقابل، أثناء الطبخ التقليديّ بالحرارة العالية، كالطبخ بالفرن، يتعرض الطعام إلى درجات حرارة أعلى من درجة الحرارة الداخلية المرغوبة للطعام، ويجب أن يبعد الطعام عن الحرارة قبل أن يصل إلى درجة الحرارة المرغوبة، إن أزيل الطعام عن الحرارة متأخراً، فإنه سيطبخ أكثر من اللازم، وإن أزيل مبكراً، فإنه سيكون مطهواً أقل من اللازم.
استخدام درجات حرارة أقل بكثير من الطبخ التقليدي ميزة أساسية لأسلوب سو-ڤي. عند طبخ اللحوم، بروتين الكولاجين الصلب في الأنسجة الضّامّة يمكن أن يتحلل إلى جيلاتين، من دون تسخين بروتينات اللحوم إلى درجة كافية لتمسخها لدرجة تصلب القوام وخروج العصارة من اللحم.
بالمقابل، غالباً ما تُعتبر الخضروات الطرية مطبوخةً بإفراط، لكن طبخ الخضار بالحرارة المنخفضة يساعدها على المحافظة على نضارتها. طبخ الخضروات على حرارة أقل من درجة غليان الماء يسمح لها بالطبخ الكامل (والبسترة إن لزم) مع المحافظة على قوام ثابت ومقرمش.
لإقصاء الهواء دور ثانوي في عملية الطهي، ولكن أهميته العملية تكمن في إمكانية تخزين الأطعمة المطبوخة لفترات معتبرة، ما يعد أمراً مفيداً جداً في صناعة الطعام، وإقصاء الهواء يحمي الأطعمة المعرضة للأكسدة، كالدهون على سطح اللحوم، التي يمكن لها أن تتزنّخ مع التعرض الطويل للهواء. أخيراً، إقصاء الهواء يساعد في عملية التوصيل الحراري بين الحمام المائي والطعام، بدون خصائص العزل الحراري للهواء المحصور في الكيس.
بالإضافة إلى ضمان الطبخ المتساوي، أسلوب سو-ڤي يساعد على تطوير الخصائص الحسية المرغوبة، ويحد من النكهات الناتجة عن عمليات الأكسدة.

## درجة الحرارة
مستوى الضبط والانتظام المطلوبة في درجة حرارة الطبخ تختلف وفقاً لصنف الطعام المطبوخ، قد لا يكون أمراً مهمّاً في بعض الحالات. شريحة بسمك 15 ميليمتراً من السّمك ستطبخ تماماً خلال 17-18 دقيقة بأية حرارة بين 44 س° (111 ف°) إلى 61 س° (142 ف°) ، صنفٌ كهذا يمكن طبخه في آلة طبخ بطيء مقطوعة عن الطاقة.
أمّا بالنسبة لبيضةٍ مثلاً، فالحفاظ على درجة حرارة ثابتة ودقيقة أمرٌ أكثر أهمية ، فهي تحوي بروتينات معرّضة للتمسّخ على درجات حرارة مختلفة.
فترات الطبخ بغير أسلوب سو-ڤي تُحدد بالوقت اللازم لوصول مركز الصنف المطبوخ إلى بضعة درجات أقل من درجة الحرارة المرغوبة، يجب أن يتوقف التسخين بعدها على الفور، وبينما يستريح الطعام المطبوخ، ستستمر الحرارة المتبقية بالطبخ لفترة، إذا ما استمر التسخين، سيطبخ الطعام زيادة عن اللازم. أما بالنسبة للطبخ بأسلوب سو-ڤي، فالتسخين يستمر حتى وصول المركز إلى الحرارة المرغوبة، وإذا ما استمر التسخين، لن يطبخ الطعام زيادة عن اللازم، ولن تستمر بالطبخ بعد إزالة الحرارة. الوقت اللازم لوصول مركز الطعام إلى درجة الحرارة المرغوبة يعتمد على درجة الحرارة المبدئية، سُمك وشكل قطعة الطعام، ودرجة حرارة حمام الماء.

## المعوقات
يعد التحمير (أو تفاعل ميلارد) من المشاكل المتعلقة بالطبخ بطريقة سو-ڤي، فالتحمير يحدث على درجات حرارة أعلى من درجة غليان الماء. النكهات وقوام «القشرة» الناتجة عن عملية التحمير عادةً ما يُعتبروا أمراً مرغوباً به في طبخ أصناف معينة من اللحوم، كالستيك والبرجر، ولا يمكن الحصول على هذه الصفات باستخدام أسلوب سو-ڤي فقط، في العديد من الحالات، يحمّر الطهاة اللحوم قبل أو بعد الطبخ بحمام الماء، باستخدام أساليب كالشواء أو التحريق على سطح ساخن جداً، يتم هذا التحمير بسرعة وعلى درجات حرارة أعلى من المستخدمة عادةً، لتحمير السطح فحسب وتجنب الإفراط في طبخ الجزء الداخلي.

## السلامة
سلامة الغذاء تعتمد على كلٍّ من زمن الطبخ ودرجة الحرارة؛ يمكن لدرجة حرارة تعد عادةً غير كافية لتطبخ الطعام بسلامة أن تكون كافية تماماً إن طُبّقت لفترة كافية. لا ينبغي للأشخاص ناقصي المناعة أكل الأطعمة غير المبسترة، يمكن لمرأة تأكل الطعام المطبوخ بأسلوب سو-ڤي أثناء الحمل أن تعرض نفسها وجنينها للخطر، لذا ربما ينبغي لها تجنب الوصفات غير المبسترة.
يمكن للبكتيريا المطثية الشيقية (كولسترديوم بوتلينيوم) أن تنمو في غياب الأكسجين وتنتج سم الشيقية (سم البوتلينيوم) المميت، لذا يجب أن يمارس الطبخ بأسلوب سو-ڤي تحت ظروف خاضعة للسيطرة بعناية لتجنب حدوث التسمم السجقّي (تسمم بوتولينوس). عامّةً، الطعام المطبوخ والمقدم خلال بضع ساعات يعتبر آمناً، لكن اللحوم المطبوخة لفترات أطول يجب أن تصل إلى حرارة 55 س ° (131 ف °) خلال أربع ساعات، وإبقاءها بالحرارة لفترة كافية لبسترتها.

### اختلال الغدد الصمّاء
معظم البلاستيكيات تفرز عند تسخينها كيماويات إستروجينية تعمل كمسببات لاختلال الغدد الصماء، دعت بعض المصادر لتجنب الطبخ بالبلاستيك، لكن درجة الخطورة المتضمنة تبقى مسألة خلافية.

## الاستخدامات

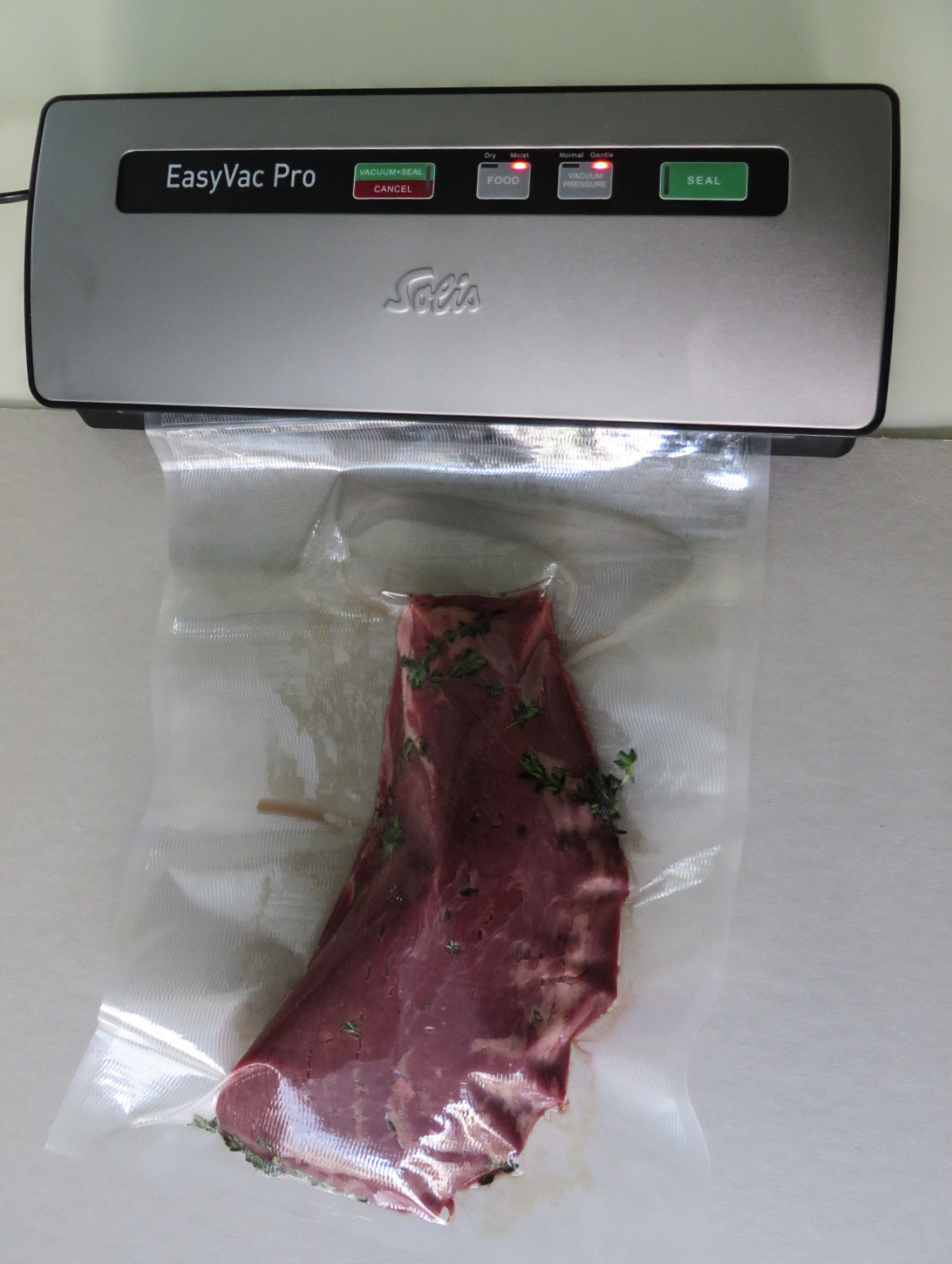
جهاز تفريغ من الهواء / ختم مدمج

يستخدم أسلوب سو-ڤي في العديد من المطاعم الفاخرة، ويستخدمه العديد من الطهاة العالميين.
أصبح أسلوب سو-ڤي منتشراً على العديد من برامج الطبخ التلفازية، مثل آيرون شيف أميريكا وتوب شيف، كما أصبح يستخدم كطريقة سريعة لتحضير كميات ضخمة من الطعام أثناء الكوارث الطبيعية، يلاحظ أيضاً أنّ الطهاة غير المحترفين آخذون بالطبخ بهذا الأسلوب.
في البداية، استخدم المعجبون بالأسلوب باستخدام معدّاتٍ مخبرية للطبخ، ولكن ابتداءً من 2008م وفّرت شركتا (أوبر انسترمنتس) و (فريش ميلز سولوشنز) «متحكمات تناسبية تكاملية تفاضلية» (PID Controllers) عالية الدقة ومنخفضة السعر نسبيّاً، مرفق معها مجسات حرارية كالتي تستخدم بآلات طبخ الأرز، آلات الطبخ البطيء، وآلات شبيهة، وفي نهاية 2009، توفّرت للشراء عدّة آلات موجهة للاستخدام المنزلي وبسعر أقل من تلك المستخدمة في المختبرات.
من الممكن محاكاة تأثير أسلوب سو-ڤي باستخدام وعاء معزول مملوء بالماء الساخن، مع مقياس حرارة مضبوط للتحقق من درجة الحرارة، مع الأكياس القابلة للغلق تسمح بإخراج الهواء لتغليف الطعام للطبخ، لكن فقدان الحرارة باستخدام هذا الأسلوب يجعل هذه المحاكاة غير ممكنة لفترات الطبخ الطويلة.
تتوفر حاليّاً وحدات أقل تكلفة بصورة «عصا»، عصا السو-ڤي تحوي عنصر تسخين، متحكم، ومضخة، والوحدات الأعلى تكلفة توفر درجة تحكم أكثر دقة بدرجة حرارة الماء. الأجهزة الحديثة أصبحت أسهل للاستخدام، بعض الوحدات تأتي مع تطبيقات هاتفية مرتبطة بالجهاز لإرشاد المستخدم خلال عملية الطبخ، حتى أن بعض الوحدات توفّر تحكماً صوتياً للتحكم بالجهاز عن بعد.